# Pennville (Indiana)
Pennville és una població dels Estats Units a l'estat d'Indiana. Segons el cens del 2000 tenia 706 habitants.

## Demografia
Segons el cens del 2000, Pennville tenia 706 habitants, 284 habitatges, i 191 famílies. La densitat de població era de 698,9 habitants/km².
Dels 284 habitatges en un 32,7% hi vivien nens de menys de 18 anys, en un 51,1% hi vivien parelles casades, en un 10,6% dones solteres, i en un 32,7% no eren unitats familiars. En el 26,4% dels habitatges hi vivien persones soles el 12,3% de les quals corresponia a persones de 65 anys o més que vivien soles. El nombre mitjà de persones vivint en cada habitatge era de 2,49 i el nombre mitjà de persones que vivien en cada família era de 3,01.
Per edats la població es repartia de la següent manera: un 27,2% tenia menys de 18 anys, un 9,1% entre 18 i 24, un 26,5% entre 25 i 44, un 21,1% de 45 a 60 i un 16,1% 65 anys o més.
L'edat mediana era de 37 anys. Per cada 100 dones de 18 o més anys hi havia 91,1 homes.
La renda mediana per habitatge era de 29.688 $ i la renda mediana per família de 31.111 $. Els homes tenien una renda mediana de 29.167 $ mentre que les dones 21.875 $. La renda per capita de la població era de 14.182 $. Entorn del 8,5% de les famílies i el 9,4% de la població estaven per davall del llindar de pobresa.

## Poblacions més properes
El següent diagrama mostra les poblacions més properes.